# 국립외교원
국립외교원(國立外交院, Korea National Diplomatic Academy, 약칭: KNDA)은 급변하는 국제정세에 능동적으로 대응할 수 있는 역량과 전문성을 겸비한 외교 인재의 교육·양성 및 국가 중장기 외교정책의 연구·개발에 관한 사무를 관장하는 대한민국 외교부의 소속기관이다. 2012년 3월 1일 외교안보연구원을 개편하여 발족하였으며, 서울특별시 서초구 남부순환로 2572에 위치하고 있다. 원장은 차관급 정무직공무원으로 보한다.

## 설치 근거 및 소관 업무

### 설치 근거
- 「국립외교원법」 제2조[3]
- 「외교부와 그 소속기관 직제」 제2조제1항[4]

### 소관 업무
- 외교부 소속 공무원(「외무공무원법」 제10조제1항 단서에 따른 외교관후보자를 포함한다)에 대한 교육 및 훈련
- 국가 외교정책 및 전략에 관한 연구·분석 및 개발
- 공무원, 공공기관 임직원, 일반인 및 외국인 등에 대한 교육 및 훈련
- 그 밖에 외교부장관이 필요하다고 인정하는 사항

## 연혁
- 1963년 6월 24일: 외무부의 소속기관으로 외무공무원교육원을 설치.[5]
- 1965년 1월 5일: 외교연구원으로 개편.[6]
- 1976년 12월 31일: 외교안보연구원으로 개편.[7]
- 1998년 2월 28일: 외교통상부의 소속기관으로 변경.[8]
- 2012년 3월 1일: 국립외교원으로 개편.[9]
- 2013년 3월 23일: 외교부의 소속기관으로 변경.[10]

## 조직

### 원장
경력교수
기획부
- 기획협력과[13]
- 외교역량평가과[13]
- 운영지원과[13]

교수부
- 교육운영과[15]
- 직무연수과[15]
- 외국어교육과[15][14]

### 소속기관
- 외교안보연구소

## 같이 보기
- 국립외교원장